# Хиро, Суто
Суто Хиро (яп. 周東英雄 Хиро Суто, 27 января 1898, Нагато — 8 августа 1981) — японский государственный деятель, министр внутренних дел Японии (1960).

## Биография
Окончил юридический факультет Токийского императорского университета. Поступил на службу в Министерство сельского хозяйства и торговли, где прошёл путь до генерального директора. В 1942 году был назначен президентом имперского управления по контролю качества пищевых продуктов.
В 1946 году был назначен заместителем секретаря кабинета министров. В 1947 году избран в Палату представителей от ЛДП, затем переизбирался в течение девяти сроков.
- 1948 год — председатель комитета по научно-технической политике ЛДП,
- 1948 год — министр сельского и лесного хозяйства,
- 1950—1952 годы — государственный секретарь Совета по экономической стабилизации, одновременно в июне-июле 1951 г. исполнял обязанности министра строительства Японии,
- октябрь-декабрь 1960 года — министр внутренних дел,
- 1960—1961 годы — министр сельского и лесного хозяйства Японии.

Также занимал пост руководителя политического департамента ЛДП.
В 1969 году принял решение об уходе из политики. В 1973 году был награждён Большой лентой ордена Восходящего солнца.